# Tour de Pologne Women 2025
Tour de Pologne Women 2025 – 3. edycja wyścigu kolarskiego Tour de Pologne kobiet, który odbył się w dniach 12–14 sierpnia 2025, po zakończeniu wyścigu mężczyzn.

## Etapy
W maju 2025 poinformowano że trasa wyścigu kobiet, podobnie jak przed rokiem będzie przebiegała przez województwo lubelskie. Rywalizacja rozpoczęła się w Zamościu, a zakończyła etapem z Nałęczowa do Kraśnika.
| Etap | Data   | Start – Meta       | type        | Dystans (km) | Zwycięzca etapu | Lider           |
| ---- | ------ | ------------------ | ----------- | ------------ | --------------- | --------------- |
| 1    | 12 sie | Zamość – Zamość    | pagórkowaty | 105,7        | Chiara Consonni | Chiara Consonni |
| 2    | 13 sie | Chełm – Chełm      | pagórkowaty | 99,4         | Linda Zanetti   | Chiara Consonni |
| 3    | 14 sie | Nałęczów – Kraśnik | pagórkowaty | 128,2        | Chiara Consonni |                 |

## Uczestnicy

### Drużyny
| translation for headoftableIII_translate index 58 not found (7)- AG Insurance-Soudal Team - Canyon//SRAM zondacrypto - FDJ-Suez - Human Powered Health - Lidl-Trek - UAE Team ADQ - Uno-X Mobility UCI Women's Continental Teams (5)- Aromitalia 3T Vaiano - DD Group Pro Cycling - Liv-AlUla-Jayco Women's Continental Team - 2025 Lotto L - 2025 MAT Atom Deweloper Wro Reprezentacje (2)- Dania - Polska Women's amateur cycling teams (2)- TKK Pacific Toruń - Nestlé Fitness - Black Magic Women's Cycling Unknown team category (4)- EF Education-Oatly - Cofidis Women Team - St Michel-Preference Home-Auber93 - VolkerWessels Women's Pro Cycling Team |
| |

## Wyniki etapów

### Etap 1
| Zamość - Zamość | pagórkowaty | (105,7 km) |

| \| Klasyfikacja etapu \| Klasyfikacja etapu \| Klasyfikacja etapu \| Klasyfikacja etapu \| Klasyfikacja etapu \| \| Kolarz \| Kolarz \| Państwo \| Drużyna \| Czas \| \| ------------------ \| ------------------ \| ------------------ \| ------------------ \| ------------------ \| |        |         |         |      |
| |        |         |         |      |
| |        |         |         |      |
| Klasyfikacja etapu |        |         |         |      |
| Kolarz | Kolarz | Państwo | Drużyna | Czas |

| \| Klasyfikacja generalna \| Klasyfikacja generalna \| Klasyfikacja generalna \| Klasyfikacja generalna \| Klasyfikacja generalna \| \| Kolarz \| Kolarz \| Państwo \| Drużyna \| Czas \| \| ---------------------- \| ---------------------- \| ---------------------- \| ---------------------- \| ---------------------- \| |        |         |         |      |
| |        |         |         |      |
| |        |         |         |      |
| Klasyfikacja generalna |        |         |         |      |
| Kolarz | Kolarz | Państwo | Drużyna | Czas |

### Etap 2
| Chełm - Chełm | pagórkowaty | (99,4 km) |

| \| Klasyfikacja etapu \| Klasyfikacja etapu \| Klasyfikacja etapu \| Klasyfikacja etapu \| Klasyfikacja etapu \| \| Kolarz \| Kolarz \| Państwo \| Drużyna \| Czas \| \| ------------------ \| ------------------ \| ------------------ \| ------------------ \| ------------------ \| |        |         |         |      |
| |        |         |         |      |
| |        |         |         |      |
| Klasyfikacja etapu |        |         |         |      |
| Kolarz | Kolarz | Państwo | Drużyna | Czas |

| \| Klasyfikacja generalna \| Klasyfikacja generalna \| Klasyfikacja generalna \| Klasyfikacja generalna \| Klasyfikacja generalna \| \| Kolarz \| Kolarz \| Państwo \| Drużyna \| Czas \| \| ---------------------- \| ---------------------- \| ---------------------- \| ---------------------- \| ---------------------- \| |        |         |         |      |
| |        |         |         |      |
| |        |         |         |      |
| Klasyfikacja generalna |        |         |         |      |
| Kolarz | Kolarz | Państwo | Drużyna | Czas |

### Etap 3
| Nałęczów - Kraśnik | pagórkowaty | (128,2 km) |

| \| Klasyfikacja etapu \| Klasyfikacja etapu \| Klasyfikacja etapu \| Klasyfikacja etapu \| Klasyfikacja etapu \| \| Kolarz \| Kolarz \| Państwo \| Drużyna \| Czas \| \| ------------------ \| ------------------ \| ------------------ \| ------------------ \| ------------------ \| |        |         |         |      |
| |        |         |         |      |
| |        |         |         |      |
| Klasyfikacja etapu |        |         |         |      |
| Kolarz | Kolarz | Państwo | Drużyna | Czas |

## Klasyfikacje

### Klasyfikacja generalna
| \| Klasyfikacja generalna \| Klasyfikacja generalna \| Klasyfikacja generalna \| Klasyfikacja generalna \| Klasyfikacja generalna \| \| Kolarz \| Kolarz \| Państwo \| Drużyna \| Czas \| \| ---------------------- \| ---------------------- \| ---------------------- \| ---------------------- \| ---------------------- \| |        |         |         |      |
| |        |         |         |      |
| Źródło: ProCyclingStats |        |         |         |      |
| Klasyfikacja generalna |        |         |         |      |
| Kolarz | Kolarz | Państwo | Drużyna | Czas |

## Liderki klasyfikacji
| Etap   |             | Pierwsze miejsce _ | Klasyfikacja generalna | Lotnych finiszy | Drużynowa _     |
| ------ | ----------- | ------------------ | ---------------------- | --------------- | --------------- |
| 1      | pagórkowaty | Chiara Consonni    | Chiara Consonni        | Chiara Consonni | UAE Team ADQ    |
| 2      | pagórkowaty | Linda Zanetti      | Chiara Consonni        | Chiara Consonni | Liv AlUla Jayco |
| 3      | pagórkowaty | Chiara Consonni    | Chiara Consonni        | brak danych     | brak danych     |
| Koniec | Koniec      |                    | Chiara Consonni        | brak danych     | brak danych     |